# Aeroportul Municipal Naples
Aeroportul Municipal Naples (IATA: APF, ICAO: KAPF, FAA LID: APF) este un aeroport din Florida, Statele Unite ale Americii ce deservește zona Naples⁠(d). Aeroportul a fost tranzitat în 2019 de 2.542 de pasageri. A fost numit după zona deservită.
Situat la o altitudine de 2 m, aeroportul dispune de 2 piste.

## Infrastructură

### Piste
Aeroportul dispune de 2 piste. Pista 05/23 are suprafața de asfalt și dimensiunile 6.600 picioare × 150 picioare. Pista 14/32 are suprafața de asfalt și dimensiunile 5.000 picioare × 100 picioare. 